# Zagradci (Chorwacja)
Zagradci – wieś w Chorwacji, w żupanii karlowackiej, w gminie Netretić. W 2011 roku liczyła 265 mieszkańców.